# Tourismusmuseum Gaschurn

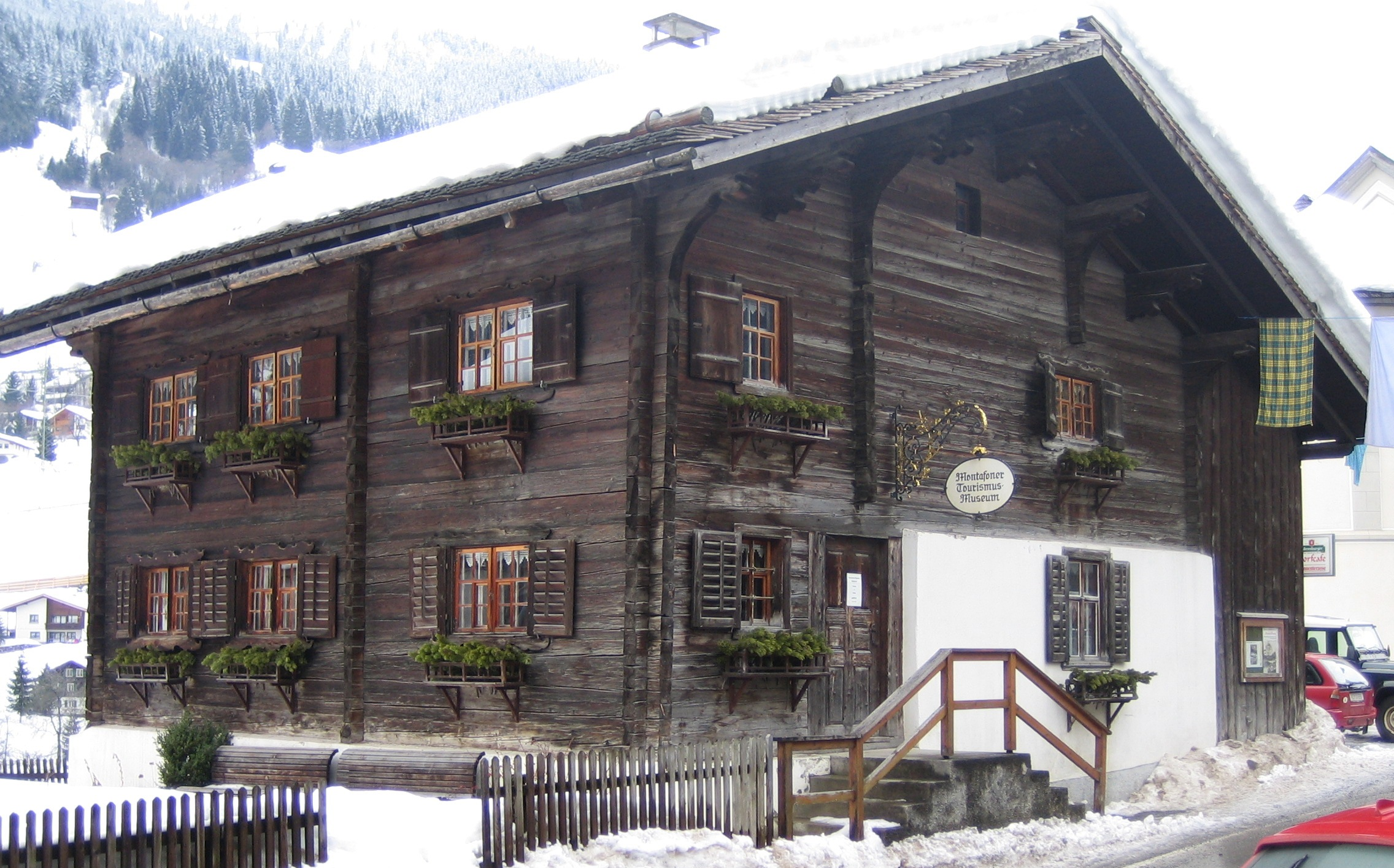
Ehemaliges Frühmesshaus (2006)

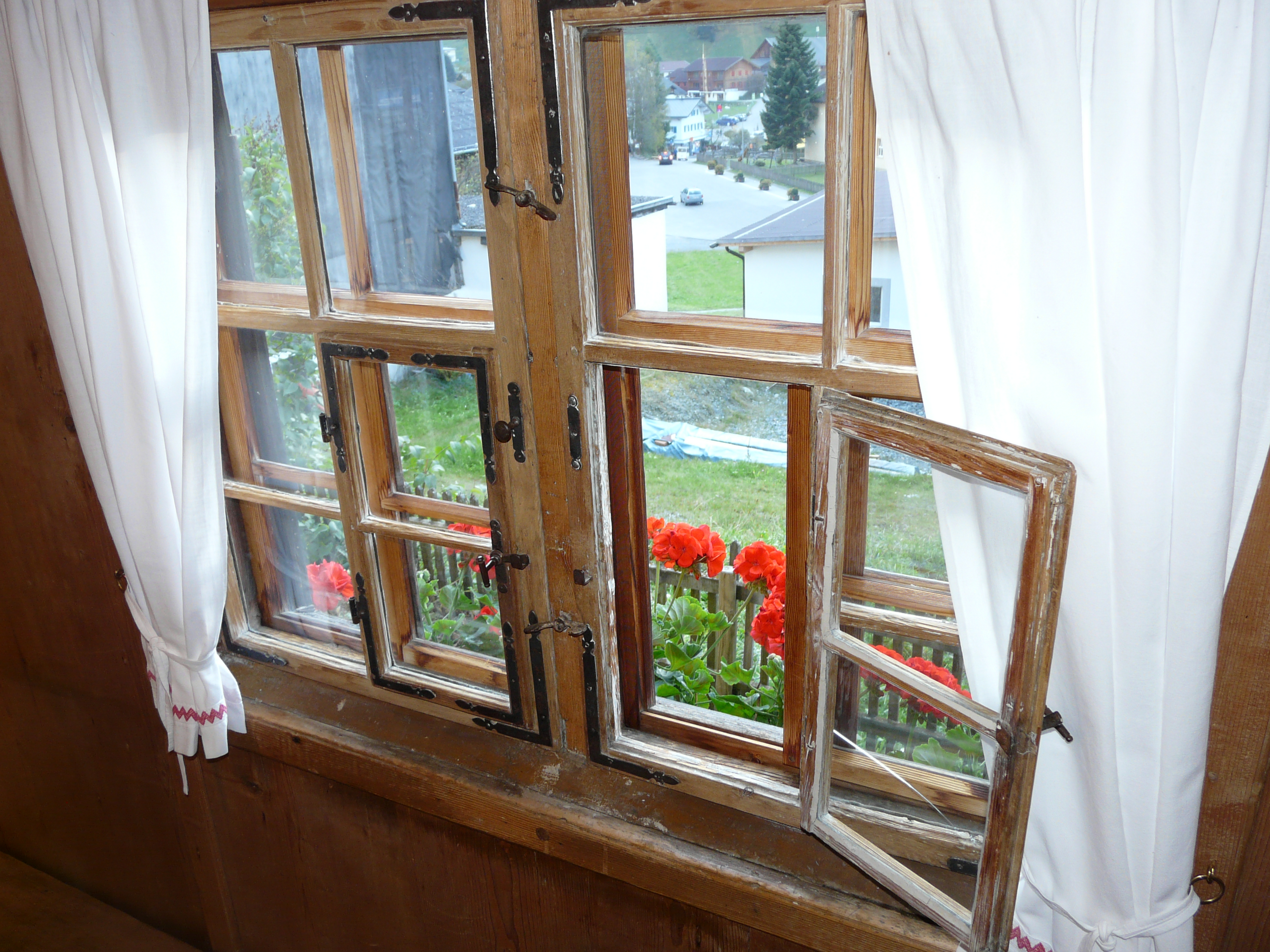
Eines der Fenster

Das Tourismusmuseum Gaschurn befindet sich im ehemaligen Frühmesshaus in der Gemeinde Gaschurn im Montafon. Der Heimatschutzverein Montafon ist Träger des Museums und der Eigentümer der Sammlung.
Das Gebäude steht unter Denkmalschutz (Listeneintrag). Es wurde östlich der Pfarrkirche in Kopfstrickbauweise erbaut und ist mit einem Scharschindeldach gedeckt. Giebelseitig befinden sich ein Steingaden und der Eingang. Die Zugangstreppe ist zweiarmig. Traufseitig ist ein Schopf – ein Lagerraum für Brennholz – angebaut. Die Fenster haben ausgesägte Rahmen und bemerkenswerte Blumenkästen.